# 德妮丝·法伊尔阿本德
德妮丝·法伊尔阿本德（德語：Denise Feierabend，1989年4月15日—），瑞士女子高山滑雪运动员。她曾代表瑞士参加2014年和2018年冬季奥林匹克运动会高山滑雪比赛，获得一枚金牌。